# Qatar SC
Qatar SC is een voetbalclub uit Qatar. De club werd in 1959 opgericht. In 1972 fuseerde de clubs Al Oruba en Al Esteqlal. De club heet sinds 1982 Qatar SC. Qatar SC kende zijn succesvolste jaar in 2003, toen het de landstitel wist te winnen. Qatar SC werd met dertien punten voorsprong landskampioen.

## Erelijst
- Qatar Stars League

Winnaar (8): 1967, 1968,1969, 1970, 1971, 1973, 1977, 2003
- Qatargas League (tweede voetbalniveau)

Winnaar (1): 2017
- Emir of Qatar Cup

Winnaar (2): 1974, 1976
- Qatar Crown Prince Cup

Winnaar (3): 2002, 2004, 2009
- Qatar Sheikh Jassem Cup

Winnaar (4): 1983, 1984, 1987, 1995
- Qatari Stars Cup/QNB Cup

Winnaar (1): 2014

## Bekende (ex-)spelers
- Samuel Eto'o
- Ali Karimi
- Meshal Mubarak Budawood
- Claudio Caniggia
- Marcel Desailly
- Mamadou Diallo
- Eric Djemba-Djemba
- Christophe Dugarry
- Talal El Karkouri
- Hamdi Harbaoui
- Francisco Lima
- Jay-Jay Okocha
- Bill Tchato
- Vladimirs Zavoronkovs
- Pa-Modou Kah
- Abdenasser El Khayati
- Badr Benoun

Al-Ahli · Al-Arabi · Al-Duhail · Al-Gharafa · Al Kharaitiyat · Al-Khor · Al-Rayyan · Al-Sadd · Al-Sailiya · Al-Shahania · Qatar SC · Umm Salal